# Splatoon (série de jeux vidéo)
Splatoon (en japonais : スプラトゥーン, Supuratūn; prononcé en anglais : [ˈsplætuːn]) est une franchise de jeux vidéo de tir à la troisième personne créée par Hisashi Nogami, et développée et détenue par Nintendo. Située sur une Terre post-apocalyptique habitée par des animaux marins anthropomorphes, la série est centrée sur des céphalopodes fictifs connus sous le nom d'Inklings et Octalings, basés respectivement sur des calmars et des pieuvres, qui peuvent se transformer à volonté entre les formes humanoïdes et céphalopodes. Ils s'engagent fréquemment dans des batailles de guerre de territoire les uns contre les autres et utilisent une variété d'armes qui produisent et tirent de l'encre colorée en étant sous forme humanoïde, ou nagent et se cachent dans des surfaces recouvertes de leur propre encre colorée sous leurs formes céphalopodes.
Le premier jeu de la série, Splatoon, est sorti sur Wii U en mai 2015. Une suite, Splatoon 2, est sortie sur Nintendo Switch en juillet 2017, suivie d'un pack d'extension, Octo Expansion, en juin 2018. Un troisième jeu, Splatoon 3, est sorti le 9 septembre 2022, suivie à nouveau d'un pack d'extension, cette fois 2 en 1, car il comprend un accès à Chromapolis, lobby du premier jeu, puis un mode histoire, la Tour de l'Ordre. La première partie est sortie le 28 février 2023, tandis que la Tour de l'Ordre est sortie le 22 février 2024.
La série a reçu des critiques positives pour sa direction artistique, ses mécanismes de jeu et sa bande-son. Les jeux de la série ont été nommés et récompensés à plusieurs reprises en fin d'année par divers médias spécialisés de jeux vidéo. La série s'est vendue à plus de 30 millions d'exemplaires.
Splatoon a engendré de nombreuses collaborations avec des sociétés tierces et a établi son propre circuit de tournois d'esport en 2018,. Cette série de jeux a donné naissance à deux série de mangas ainsi qu'à des concerts de musique holographique au Japon.

## Jeux
| 2015    | Splatoon                    |
| 2016    |                             |
| 2017    | Splatoon 2                  |
| 2018    | Splatoon 2: Octo Expansion  |
| 2019    |                             |
| 2020    |                             |
| 2021    |                             |
| 2022    | Splatoon 3                  |
| 2023    |                             |
| 2024    | Splatoon 3: Tour de l'Ordre |
| À venir | Splatoon Raiders            |

- Série principale
- Série secondaire
- DLC
- À venir

### Jeux principaux

#### Splatoon
Splatoon a été développé sur la console Wii U par Nintendo Entertainment Analysis & Development. Il consistait à l'origine en un jeu de contrôle de territoire basé sur la texture de l'encre à quatre joueurs contre quatre joueurs se déroulant dans une arène sans autres possibilités. Le jeu a ensuite été développé pour incorporer des créatures ressemblant à des calmars, depuis appelées Inklings, qui pouvaient basculer entre les formes humanoïdes et calmar afin de pouvoir tenir des armes en tant qu'humanoïde, tout en pouvant se cacher ou nager dans l'encre en tant que calmar. En 2014, Splatoon a été révélé lors d'une présentation vidéo Nintendo Direct à l'E3 2014, et une version de démonstration jouable a été mise à disposition sur place. Par la suite, une démo multijoueur limitée dans le temps, le "Global Testfire", a été mise à disposition les 8, 9 et 23 mai 2015. Le jeu complet est sorti dans le monde entier entre le 28 et le 30 mai 2015 et comprenait un mode campagne solo et plusieurs modes multijoueurs en ligne.

#### Splatoon 2
Splatoon 2 a été développé par Nintendo Entertainment Planning & Development pour la Nintendo Switch et a été annoncé en janvier 2017 lors d'une conférence de Nintendo. Le jeu se déroule environ deux ans après les événements du dernier Splatfest à Splatoon, un événement de festival en jeu où les joueurs ont voté pour l'un des deux protagonistes, les calamazones, et se sont battus en jouant une série de matchs de guerre de territoire. Il a été révélé plus tard que les résultats du Splatfest ont directement influencé l'histoire de Splatoon 2,.
Splatoon 2 exhibe une interface utilisateur repensée en raison de l'absence d'écran tactile du Wii U GamePad, et comprend de nouvelles cartes, armes et capacités. Un nouveau mode joueur contre l'environnement connu sous le nom de "Salmon Run" a été introduit, ainsi qu'un nouveau mode multijoueur compétitif appelé "Clam Blitz" ajouté en décembre 2017.
En mars 2017, un événement " Splatoon 2 Global Testfire" a été mis à disposition des joueurs pour tester le multijoueur du jeu. Une deuxième démonstration qui présentait le festival en jeu Splatfest est sortie le 15 juillet 2017. Le jeu complet est ensuite sorti le 21 juillet 2017. SplatNet 2, un service contenu dans l'application mobile Nintendo Switch Online a été publié, cela permet aux joueurs de consulter leurs statistiques en jeu, de gagner des fonds d'écran en relevant des défis et enfin de pouvoir communiquer avec d'autres joueurs via le chat vocal.
Lors du Nintendo Direct en mars 2018, Nintendo a annoncé Splatoon 2: Octo Expansion, une extension payante (DLC), qui propose une nouvelle campagne en solo et une nouvelle race jouable de céphalopodes connue sous le nom d'Octolings,. Le DLC est sorti dans le monde entier le 13 juin 2018. En avril 2022, le même jour que la bande-annonce de la date de sortie de Splatoon 3, le DLC a été ajouté en tant que bonus aux membres du Switch Online Expansion Pass.

#### Splatoon 3
Splatoon 3 a été annoncé dans un Nintendo Direct le 17 février 2021. Il est développé par Nintendo Entertainment Planning & Development et est sorti le 9 septembre 2022. 
Cet opus se déroule dans une nouvelle ville nommée Cité-clabousse, située dans la Contrée-clabousse. Le jeu se déroule quatre ans après le dernier Splatfest de Splatoon 2 qui opposait l'équipe de l'ordre et l'équipe du chaos. La victoire de l'équipe chaos à grandement influencé l'esthétique de ce troisième opus de la franchise.
Durant le Nintendo Direct du 8 février 2023, un pass d'extension pour Splatoon 3, découpé en 2 vagues, est annoncé. La première partie sort le 28 février 2023 et permet au joueur de choisir Chromapolis, la ville de Splatoon 1, comme "hub". La deuxième partie, intitulée Tour de l'Ordre, sort le 22 février 2024 et propose une nouvelle aventure solo sous la forme d'un roguelike. Le joueur doit avancer dans la "Tour de l'Ordre" d'étage en étage en réussissant divers objectifs déterminés aléatoirement à chaque tentative.
Le 12 juin 2025, Splatoon 3 a reçu un mise à jour gratuite sur Nintendo Switch 2 qui améliore les performances en jeu.

### Jeux dérivés

#### Splatoon Raiders
Splatoon Raiders a été annoncé le 10 juin 2025. Il s'agit du premier jeu dérivé de la franchise et sortira en exclusivité sur Nintendo Switch 2.

## Splatfests
Les "Splatfests" sont des événements de festival spéciaux et récurrents mensuels dans le jeu qui ont lieu dans les jeux de la série, où les joueurs se voient poser une question à deux choix et prenaient parti en fonction de la réponse qu'ils avaient choisie. Par exemple, on pourrait demander aux joueurs de choisir entre la mayonnaise ou le ketchup, ou s'ils préfèrent utiliser une fourchette ou une cuillère. Comme pour le premier jeu, Splatoon 2 propose des événements Splatfest qui incluent des croisements avec d'autres marques, à la fois d'autres propriétés Nintendo telles que Super Smash Bros. Ultimate, Super Mario Bros. et des franchises tierces telles que Teenage Mutant Ninja Turtles, McDonald's, Uniqlo, Nike, Sanrio, Meiji, Pocky et NPB.
Les joueurs jouent ensuite une série de matchs de guerre de territoire classique et contribuent aux scores de l'équipe qu'ils ont choisie auparavant. Un système de score décide de l'équipe gagnante en fonction du score global de ceux qui ont joué avec leurs équipes. Bien que tous les Splatfests se soient terminés dans le jeu Splatoon 2 en juillet 2019, les thèmes ont été répétés depuis, et un Splatfest avec un thème unique, "Super Mushroom vs. Super Star", s'est déroulé du 15 au 17 janvier 2021 pour célébrer le 35e anniversaire de Super Mario.
En raison de la nature polarisante des choix proposés lors des Splatfests, les thèmes eux-mêmes ont tendance à faire l'objet d'une forte attention médiatique. Les thèmes vont de questionnaires de préférence (exemple : chats contre. chiens, arts contre sciences), aux paradoxes (ex. poule ou œuf), ou parfois faire partie d'un véritable partenariat d'entreprise ou parrainage avec Nintendo (comme un Splatfest sur le thème des Transformers avec Hasbro, les Teenage Mutant Ninja Turtles et SpongeBob SquarePants sur le thème avec Nickelodeon,, ou un avec McDonald's).
Dans la plupart des Splatfests, le résultat a tendance à n'affecter que le niveau de récompense en jeu du joueur à la fin de l'événement et n'a généralement aucun impact sur la jouabilité globale du jeu. Cependant, l'exception à cela est le dernier Splatfest de chaque jeu, qui a marqué la fin du support des développeurs pour le jeu,,,. Il a été révélé que le résultat du dernier Splatfest à Splatoon avait affecté l'histoire de Splatoon 2, dans laquelle le protagoniste perdant Callie est devenu un antagoniste dans le jeu suivant,,, et le Splatfest de Splatoon 2 a influencé le style global de Splatoon 3. 
Ce dernier offre une particularité par rapport à ces prédécesseurs, qui est de proposer trois thèmes au lieu de deux durant ses Splatfests, introduisant au passage les Matchs tricolores, une Guerre de territoire avec trois équipes différentes, dont deux équipes de deux joueurs, les attaquants, qui doivent attraper une "Tridenfusée" au centre du terrain pour faire apparaitre une fontaine géante de leur couleur, leur offrant un certain avantage, ainsi qu'une équipe de quatre joueurs, appelés défenseurs, qui doivent garder le plus de territoire possible, tout en repoussant les attaquants. 

## Autres médias

### Médias imprimés
Entre janvier 2016 et mars 2017, deux séries de bandes dessinées en ligne basées sur Splatoon sont apparues dans le magazine Weekly Famitsu d'Enterbrain : Honobono Ika 4koma illustré par Kino Takahashi, et Play Manga par divers auteurs de doujin,,. Les bandes dessinées ont été publiées par Kadokawa Future Publishing le 15 juin 2017.
Une série de mangas Splatoon illustrée par Sankichi Hinodeya a commencé la sérialisation de Shogakukan dans le magazine CoroCoro Comic en février 2016, à la suite d'un one-shot publié dans CoroCoro en mai 2015,. La version française est publiée par Soleil Manga. Les droits de la licence pour publier le manga en Amérique du Nord ont ensuite été acquis par Viz Media en 2017,. En juillet 2017, une adaptation animée du manga a été annoncée puis diffusée sur la chaîne YouTube de CoroCoro le mois suivant,. En février 2018, le manga avait plus de 800 000 exemplaires imprimés.
En avril 2017, une série de manga illustrée par Hideki Goto intitulé Splatoon : Histoires poulpes a été publié dans Bessatsu CoroCoro Comic. La version française est publiée par Soleil Manga. La série a également été acquise par Viz Media en Amérique du Nord,,.

### Musique
Dans l'univers de Splatoon, certains protagonistes du jeu, dont les Calamazones, les Tenta-cool, et les Tridenfers, sont des popstars fictives qui créent et interprètent la musique entendue dans les jeux, notamment durant les Splatfests. En conséquence, une série de concerts virtuels réels mettant en vedette des hologrammes des protagonistes du jeu ont eu lieu à divers endroits.
En 2016, une tournée de concerts connue sous le nom de "Squid Sisters Live" a eu lieu pour commémorer la vente d'un million d'exemplaires de Splatoon. Les concerts ont eu lieu à Niconico Tokaigi, Chokaigi et Niconico Cho Party au Japon, et à la Japan Expo à Paris,,. De même, des tournées de concerts mettant en vedette Off the Hook de Splatoon 2 eu lieu des mois après la sortie du jeu depuis 2018,,. Les enregistrements des concerts ont été transformés en albums,,.
Une bande originale officielle, Splatune, a été publiée par Enterbrain au Japon le 21 octobre 2015. La bande originale de la suite, Splatune 2, et une autre pour Octo Expansion, Octotune, sont sorties respectivement le 29 novembre 2017 et le 18 juillet 2018,.

## Esport
En raison de la disponibilité de modes de jeu compétitifs dans Splatoon, des tournois d'esports compétitifs avec des cashprizes sponsorisés ont eu lieu dès 2016 au Japon.
Avec la sortie de Splatoon 2 et grâce à son succès, Nintendo a créé des championnats du monde de Splatoon 2 et a organiser des tournois compétitifs en 2018,. Des équipes de quatre joueurs s'affrontent dans une série de qualifications en ligne ou de tournois en direct pour gagner des invitations pour jouer aux championnats du monde, qui se déroulent aux Nintendo World Championships aux côtés d'autres jeux Nintendo tels que Super Smash Bros. Ultimate. L'événement a généralement lieu pendant l'E3 sur les stands de Nintendo et est diffusé en direct sur Twitch et YouTube,,.

## Accueil
| Jeux       | Année | Copies écoulées | Metacritic     |
| ---------- | ----- | --------------- | -------------- |
| Splatoon   | 2015  | 4,95 millions   | 81/100 (Wii U) |
| Splatoon 2 | 2017  | 13,30 millions  | 83/100 (NS)    |
| Splatoon 3 | 2022  | 11,96 millions  | 84/100 (NS)    |

Les jeux de la série Splatoon ont été généralement bien accueillis et ont été reconnus comme une réinvention réussie du genre du jeu de tir à la troisième personne,,,,. Les deux jeux de la série ont été nommés et ont remporté de nombreux prix de divers médias et organisations de jeux.
Splatoon a remporté le prix du meilleur jeu tir et du meilleur jeu multijoueur aux Game Awards 2015, et a été nommé pour les prix du jeu le plus innovant, du meilleur jeu multijoueur et de la meilleure propriété originale aux 12e British Academy Games Awards.
Splatoon 2 a été nommé pour le meilleur jeu familial et le meilleur multijoueur aux Game Awards 2017, ainsi que le prix du meilleur multijoueur aux 14e British Academy Games Awards.
Splatoon 3 a été nommé meilleur jeu multijoueur de l'année aux Game Awards 2022.

## Héritage
Des personnages de Splatoon tels que les Inklings sont apparus dans d'autres jeux Nintendo, tels que Super Mario Maker sur Wii U, Mario Kart 8 Deluxe et Super Smash Bros. Ultimate sur la Nintendo Switch. Super Smash Bros. Ultimate comprend en outre une arène jouable, Moray Towers, 26 morceaux de musique et un Assist Trophy basé sur les Squid Sisters. Un crossover entre Splatoon 2 et Animal Crossing: Pocket Camp a eu lieu en septembre 2018. En juillet 2019, un thème Splatoon 2 a été mis à disposition dans Tetris 99 pour commémorer le Splatfest "Final Fest" de Splatoon 2 le 18 juillet 2019,,.
Le NES Zapper, qui apparaît dans les deux jeux comme une arme utilisable,, est devenu un objet de collection populaire à la suite de son inclusion,.
Des pistolets à eau inspirés des armes qui apparaissent dans les jeux ont été vendus comme jouets,,.